# Денежные суррогаты в России 1991—1994 годов
Денежные суррогаты в России 1991—1994 годов — денежные суррогаты, использовавшиеся в некоторых регионах СССР и Российской Федерации как альтернатива законным платёжным средствам — советскому и российскому рублям.

## Определение
Денежные суррогаты того времени следует отличать от так называемых чрезвычайных денег — денежных знаков, выпускаемых регионом или фирмой с целью ликвидации дефицита наличных денег.

Однако, с точки зрения Закона СССР от 11.12.1990 N 1828-1 «О Государственном банке СССР»:
Статья 11. Платежные средства
1. Рубль является единственным законным платежным средством на всей территории СССР.
2. Виды платежных документов в рублях, имеющих хождение на территории СССР, определяются Госбанком СССР.
3. Использование иностранной валюты, а также любых платежных документов в иностранной валюте на территории СССР допускается только с разрешения Госбанка СССР, который определяет порядок и сферу их обращения.
4. Нормативные акты Госбанка СССР, регулирующие порядок и сферу обращения иностранной валюты и платежных документов в рублях и иностранной валюте, обязательны для исполнения на всей территории СССР.
Статья 12. Эмиссия наличных денег (денежных знаков)
1. Исключительное право выпуска наличных денег в обращение и изъятия их из обращения принадлежит Госбанку СССР в соответствии с функциями резервной системы.
2. Эмиссия наличных денег осуществляется в форме банковских билетов (банкнот) Госбанка СССР и металлической монеты.
Банкноты и монета являются безусловным обязательством Госбанка СССР и обеспечиваются всеми его активами.

3. Достоинство (номинал) банкнот и металлической монеты и их отличительные признаки определяются Госбанком СССР.
Данный нормативно-правовой акт имеет непрямой запрет на хождение денежных суррогатов, в том числе и чрезвычайных денег, фактически приравнивая их к суррогатам. Разрешались лишь специальные, также ратифицированные Госбанком СССР и государством чеки, обязательства, купоны.
Однако с принятием Соглашения от 08.12.1991 «О создании Содружества Независимых Государств», законы СССР объявлялись недействительными, Госбанк СССР был фактически ликвидирован на территории РСФСР, а его имущество было передано Центральному Банку России. В период с 20 декабря 1991 до 10 июля 2002 года (когда был принят Федеральный закон «О Центральном банке Российской Федерации (Банке России)») фактически не существовало отдельного закона, регламентирующего порядок эмиссии денежных средств на территории России, порядке их хождения и определении их эмитента. Лишь в Законе «О банках и банковской деятельности» Банк России упоминается как образующий банковскую систему РСФСР (позднее Российской Федерации), а в Конституции упоминалось о денежной единице в России и эмиссии Центральным Банком России.

## Причины возникновения
В 1991 году в СССР и России возник кризис неплатежей. Их сумма в 1991—1996 годах составила более 2 млрд рублей.
В основном это были неплатежи в бюджет и между предприятиями.
Причиной их были нехватка официальных денежных знаков и «зажатость» денежной массы. Потому в России, в основном в 1993-94 годах, были введены суррогаты некоторыми предприятиями — «ввиду их неплатежеспособности, с одной стороны, и необходимостью рассчитываться с работниками предприятий — с другой стороны.»
Минфином России тогда были выпущены казначейские векселя для проведения взаиморасчетов между хозяйствующими субъектами, коммерческими банками и бюджетными организациями.
Всплеск инфляции (до 1000 %), вызванный действиями государства по преодолению дефицита бюджета, привел к обесцениванию личных капиталов граждан.
До 1991 года максимальный номинал в денежной системе СССР равнялся 100 рублям; к концу 1991 года были введены номиналы 200, 500 рублей, в 1992-м — 1000, 5000 и 10000 рублей.
Проведение реформы по обмену лишь определённой суммы в 1993 году, которая была слишком малой, привело к недоверию граждан к государству. Кроме того, финансовая неграмотность населения и снятие любых ограничений в торговле и предпринимательской деятельности привели к появлению мошеннических организаций; наибольшее распространение из них получили финансовые пирамиды. Люди несли свои деньги в них, видя в этом защиту от инфляции. В обмен на них они получали сертификаты, акции или билеты, которые стали альтернативным видом платежа.
Самая крупная из финансовых пирамид МММ выпускала разные виды билетов, имеющих практически все атрибуты банкнот, выпускаемых государством: соответствующие форма и размеры, наличие серий, номеров, единый стиль серии, разные цвета у разных номиналов, наличие купонного поля и портрета Сергея Мавроди, водяные знаки давали сходство с банкнотами СССР и России.
Вводили либо намеревались вводить свои собственные валюты (формально являющиеся денежными суррогатами) и некоторые российские регионы:
- Нижегородская область (немцовки),
- Республика Татарстан (социальные, медицинские купоны),
- непризнанная Чеченская Республика Ичкерия (нахар),
- Свердловская область (уральский франк),

однако массовости они не получили.
Кроме того, большое количество предприятий и населенных пунктов вводило собственные «валюты» для того, чтобы покрыть долги по зарплатам выдачей таких бумаг.

## Виды
Большинство суррогатных денег выпускались в виде банкнот, так как они проще в изготовлении, нежели монеты.
Немцовки и уральские франки — единственные банкноты, изготовленные на предприятиях Гознака и имеющие защитные признаки уровня банкнот России того времени. Прочие же изготавливались в других типографиях или кустарно.

## Ликвидация
С принятием Конституции Российской Федерации 12 декабря 1993 года наличие денежных суррогатов и прочих денежных средств становилось формально незаконным:
Статья 75

1. Денежной единицей в Российской Федерации является рубль. Денежная эмиссия осуществляется исключительно Центральным банком Российской Федерации. Введение и эмиссия других денег в Российской Федерации не допускаются.
В связи с этим регионы, имевшие желание ввести свои валюты и уже отпечатавшие и выпустившие первые партии денег, вынуждены были прекратить их эмиссию.

## Последствия
В связи с неустойчивостью рубля и запретом суррогатных денежных средств население активнее начало переходить на расчеты в долларах США. Кроме того, аферы с выпуском суррогатов перестали быть прибыльными, так как граждане поняли их суть, видя рухнувшие финансовые пирамиды.

В Федеральном законе от 10 июля 2002 года «О Центральном банке Российской Федерации (Банке России)» был введён прямой запрет на выпуск и обращение любых денег и валют, кроме рубля:
Статья 27.
Официальной денежной единицей (валютой) Российской Федерации является рубль. Один рубль состоит из 100 копеек.

Введение на территории Российской Федерации других денежных единиц и выпуск денежных суррогатов запрещаются.